# Roman Mosior
Roman Mosior (ur. 4 sierpnia 1958 we Wrocławiu) – polski aktor dziecięcy.
Absolwent germanistyki na Uniwersytecie Wrocławskim.

## Filmografia
- Abel, twój brat (1970; Antoni Bącała)
- Wakacje z duchami (1970; serial telewizyjny; "Perełka")
- Dzięcioł (1971; Pawełek, syn Waldków)
- Samochodzik i templariusze (1971; serial telewizyjny; harcerz "Sokole Oko")
- Motyle (1972; Edek)
- Ten okrutny, nikczemny chłopak (1972; Romek Dobosz)
- Zanim nadejdzie dzień (1976; "Ułan")